# Поганое (озеро, Ульяновская область)
Поганое — озеро в юго-западной части Ульяновской области России. Располагается на территории Славкинского сельского поселения в Николаевском районе. Озеро и прилегающая к нему местность охраняется с 1976 года как комплексный памятник природы регионального значения «Озеро Поганое» площадью 372 га.
Озеро округлой формы. Занимает впадину, залегающую в песчаных отложениях. Находится на водоразделе рек Ломовка и Каслей-Кадада, в 2 км северо-восточнее села Старый Пичеур, на высоте 298 м над уровнем моря. Берега на несколько десятков метров возвышаются над поверхностью озера. Окружено смешанным лесом с преобладанием дуба и сосны. Общая площадь озера — 11 га, из которых 5 га приходится на сплавину.